# Toury
Toury – miejscowość i gmina we Francji, w Regionie Centralnym, w departamencie Eure-et-Loir.
Według danych na rok 1990 gminę zamieszkiwało 2640 osób, a gęstość zaludnienia wynosiła 141 osób/km² (wśród 1842 gmin Regionu Centralnego Toury plasuje się na 136. miejscu pod względem liczby ludności, natomiast pod względem powierzchni na miejscu 708.).